# «Адміра» (Відень) у Кубку Мітропи
Нижче наведений список усіх матчів футбольного клубу «Адміра» (Відень) у Кубку Мітропи, місця проведення цих матчів, а також автори голів у складі команди. Також містить статистичні дані гравців і тренерів клубу в матчах турніру.
Кубок Мітропи вперше був проведений у 1927 році для провідних клубів Центральної Європи. «Адміра» була учасником першого розіграшу 1927 року як переможець національного чемпіонату. У 1934 році клуб дійшов до фіналу змагань, де поступився італійській «Болоньї». Загалом команда сім разів виступала у Кубку Мітропи в період найбільшої популярності турніру (1927—1940).
В 50-х роках проведення кубку було відновлене. В цей час формат його проведення регулярно змінювався, а рівень і статус учасників падав. «Адміра» ще чотири рази потрапляла до турніру, але успіхів не досягла.

## Статистика виступів
| Сезони | Матчі | Перемоги | Нічиї | Поразки | Різниця м'ячів |
| ------ | ----- | -------- | ----- | ------- | -------------- |
| 7      | 25    | 10       | 6     | 9       | 49 — 53        |

| Сезони | Матчі | Перемоги | Нічиї | Поразки | Різниця м'ячів |
| ------ | ----- | -------- | ----- | ------- | -------------- |
| 4      | 12    | 4        | 3     | 5       | 17 — 24        |

## Список матчів
| №                         | Розіграш | Стадія             | Дата та місце, проведення | Команда 1           | Рахунок | Команда 2           | Голи                                                  |
| ------------------------- | -------- | ------------------ | ------------------------- | ------------------- | ------- | ------------------- | ----------------------------------------------------- |
| 1                         | 1927     | 1/4                | 14.08.1927, Прага         | Спарта (Прага)      | 5:1     | Адміра (Відень)     | Рунге                                                 |
| 2                         | 1927     | 1/4                | 21.08.1927, Відень        | Адміра (Відень)     | 5:3     | Спарта (Прага)      | Шалль-2, Зігль-п, Рунге, Штойбер                      |
| 3                         | 1928     | 1/4                | 15.08.1928, Відень        | Адміра (Відень)     | 3:1     | Славія (Прага)      | Зігль, Рунге, Шалль                                   |
| 4                         | 1928     | 1/4                | 19.08.1928, Прага         | Славія (Прага)      | 3:3     | Адміра (Відень)     | Шалль, Рунге, Штойбер                                 |
| 5                         | 1928     | 1/2                | 9.09.1928, Відень         | Адміра (Відень)     | 1:2     | Ференцварош         | Зігль                                                 |
| 6                         | 1928     | 1/2                | 16.09.1928, Будапешт      | Ференцварош         | 1:0     | Адміра (Відень)     |                                                       |
| 7                         | 1932     | 1/4                | 18.06.1932, Прага         | Славія (Прага)      | 3:0     | Адміра (Відень)     |                                                       |
| 8                         | 1932     | 1/4                | 26.06.1932, Відень        | Адміра (Відень)     | 1:0     | Славія (Прага)      | Л.Фогль                                               |
| 9                         | 1934     | 1/8                | 17.06.1934, Відень        | Адміра (Відень)     | 0:0     | Наполі              |                                                       |
| 10                        | 1934     | 1/8                | 24.06.1934, Неаполь       | Наполі              | 2:2     | Адміра (Відень)     | Ганеманн, А.Фогль                                     |
| 11                        | 1934     | 1/8, перегравання. | 1.07.1934, Цюрих          | Адміра (Відень)     | 5:0     | Наполі              | А.Фогль, Ганеманн, Павлічек-п, Дурспект, Гуменбергер, |
| 12                        | 1934     | 1/4                | 18.07.1934, Відень        | Адміра (Відень)     | 4:0     | Спарта (Прага)      | Штойбер-2, Ганеманн, А.Фогль                          |
| 13                        | 1934     | 1/4                | 22.07.1934, Прага         | Спарта (Прага)      | 3:2     | Адміра (Відень)     | Дурспект-2                                            |
| 14                        | 1934     | 1/2                | 25.07.1934, Відень        | Адміра (Відень)     | 3:1     | Ювентус (Турин)     | А.Фогль, Гуменбергер, Ганеманн                        |
| 15                        | 1934     | 1/2                | 29.07.1934, Турин         | Ювентус (Турин)     | 2:1     | Адміра (Відень)     | А.Фогль                                               |
| 16                        | 1934     | Фінал              | 5.09.1934, Відень         | Адміра (Відень)     | 3:2     | Болонья             | Штойбер, А.Фогль, Шалль                               |
| 17                        | 1934     | Фінал              | 9.09.1934, Болонья        | Болонья             | 5:1     | Адміра (Відень)     | А.Фогль-п                                             |
| 18                        | 1935     | 1/8                | 16.06.1935, Відень        | Адміра (Відень)     | 3:2     | Хунгарія (Будапешт) | Дурспект, Штойбер, Л.Фогль                            |
| 19                        | 1935     | 1/8                | 23.06.1935, Будапешт      | Хунгарія (Будапешт) | 7:1     | Адміра (Відень)     | Гуменбергер                                           |
| 20                        | 1936     | 1/8                | 21.06.1936, Відень        | Адміра (Відень)     | 0:4     | Простейов           |                                                       |
| 21                        | 1936     | 1/8                | 28.06.1936, Прага         | Простейов           | 2:3     | Адміра (Відень)     | Ганеманн, Біцан-2                                     |
| 22                        | 1937     | 1/8                | 13.06.1937, Відень        | Адміра (Відень)     | 1:1     | Спарта (Прага)      | Штойбер                                               |
| 23                        | 1937     | 1/8                | 25.06.1937, Прага         | Спарта (Прага)      | 2:2     | Адміра (Відень)     | Ганеманн, Л. Фогль                                    |
| 24                        | 1937     | 1/8 , перегр.      | 29.06.1937, Будапешт      | Спарта (Прага)      | 0:2     | Адміра (Відень)     | Л. Фогль, Шиллінг                                     |
| 25                        | 1937     | 1/4                | 4.06.1937, Відень         | Адміра (Відень)     | 2:2     | Дженова 1893        | Шиллінг, Шалль-п                                      |
| Після відновлення турніру |          |                    |                           |                     |         |                     |                                                       |
| 1                         | 1963     | 1/4                | 29.05.1963, Відень        | Адміра-Енержі       | 1:0     | Торіно              | Кальтенбруннер                                        |
| 2                         | 1963     | 1/4                | 05.06.1963, Турин         | Торіно              | 5:1     | Адміра-Енержі       | Кернер                                                |
| 3                         | 1966     | 1 раунд            | 23.03.1966, Відень        | Адміра-Енержі       | 2:1     | Єднота (Тренчин)    | Грушка, Кальтенбруннер                                |
| 4                         | 1966     | 1 раунд            | 06.04.1966, Тренчин       | Єднота (Тренчин)    | 4:0     | Адміра-Енержі       | Грушка, Кальтенбруннер                                |
| 5                         | 1968-69  | 1 раунд            | 11.12.1968, Скоп'є        | Вардар (Скоп'є)     | 2:2     | Адміра-Енержі       | В.Кройц-п, Латцке                                     |
| 6                         | 1968-69  | 1 раунд            | 22.12.1968, Відень        | Адміра-Енержі       | 3:0     | Вардар (Скоп'є)     | Латцке-3                                              |
| 7                         | 1968-69  | 1/4                | 07.04.1969, Відень        | Адміра-Енержі       | 2:2     | Інтер (Братислава)  | В.Кройц-2                                             |
| 8                         | 1968-69  | 1/4                | 15.04.1969, Братислава    | Інтер (Братислава)  | 1:1     | Адміра-Енержі       | Герцог                                                |
| 9                         | 1969-70  | 1 раунд            | 08.12.1969, Відень        | Адміра-Енержі       | 2:1     | Богеміанс (Прага)   | Штрейф, В.Кройц                                       |
| 10                        | 1969-70  | 1 раунд            | 07.02.1970, Прага         | Богеміанс (Прага)   | 1:2     | Адміра-Енержі       | В.Кройц, Бехмер                                       |
| 11                        | 1969-70  | 1/4                | 19.03.1970, Відень        | Адміра-Енержі       | 0:4     | Вашаш (Будапешт)    |                                                       |
| 12                        | 1969-70  | 1/4                | 15.04.1970, Будапешт      | Вашаш (Будапешт)    | 3:1     | Адміра-Енержі       | Бехмер                                                |

## Гравці
Всі футболісти, що грали в складі «Адміри» в Кубку Мітропи в 1927—1940 роках.
| 1  | Карл Штойбер       | Нападник    | 1927—1937  | 23 | 7 | 23 | 7  |
| 2  | Вільгельм Ганеманн | Нападник    | 1932—1937  | 19 | 6 | 19 | 6  |
| 3  | Адольф Фогль       | Нападник    | 1932—1937  | 19 | 7 | 19 | 7  |
| 4  | Антон Янда         | Захисник    | 1927—1936  | 19 | 0 | 19 | 0  |
| 5  | Петер Пляцер       | Воротар     | 1934—1937  | 17 | 0 | 17 | 0  |
| 6  | Йоганн Урбанек     | Нападник    | 1932—1937  | 17 | 0 | 17 | 0  |
| 7  | Роберт Павлічек    | Захисник    | 1932—1936  | 14 | 1 | 14 | 1  |
| 8  | Карл Гуменбергер   | Півзахисник | 1934—1936  | 13 | 3 | 13 | 3  |
| 9  | Ігнац Зігль        | Воротар     | 1927—1934  | 13 | 3 | 13 | 3  |
| 10 | Антон Шалль        | Нападник    | 1927—1937  | 13 | 6 | 13 | 6  |
| 11 | Леопольд Фогль     | Нападник    | 1932—1937  | 12 | 4 | 12 | 4  |
| 12 | Йозеф Міршицка     | Півзахисник | 1934—1935  | 11 | 0 | 11 | 0  |
| 13 | Карл Дурспект      | Воротар     | 1934—1935  | 9  | 4 | 9  | 4  |
| 14 | Йоганн Кліма       | Нападник    | 1927—1932  | 8  | 0 | 8  | 0  |
| 15 | Антон Кох          | Півзахисник | 1927—1928  | 6  | 0 | 6  | 9  |
| 16 | Франц Рунге        | Нападник    | 1927—1928  | 6  | 4 | 6  | 4  |
| 17 | Георг Фоці         | Захисник    | 1927—1928  | 6  | 0 | 6  | 0  |
| 18 | Фрідріх Францль    | Воротар     | 1927—1928  | 6  | 0 | 6  | 0  |
| 19 | Карл Шотт          | Півзахисник | 1927—1928  | 6  | 0 | 6  | 0  |
| 20 | Зігфрід Йокш       | Півзахисник | 1935-1936  | 5  | 0 | 5  | 0  |
| 21 | Отто Марішка       | Захисник    | 1935-1936  | 5  | 0 | 5  | 0  |
| 22 | Віллібальд Ган     | Півзахисник | 1937       | 4  | 0 | 4  | 0  |
| 23 | Франц Шиллінг      | Нападник    | 1937       | 4  | 2 | 4  | 2  |
| 24 | Йоганн Клівіч      | Півзахисник | 1928       | 3  | 0 | 3  | 0  |
| 25 | Леопольд Факко     | Нападник    | 1932, 1934 | 3  | 0 | 3  | 0  |
| 26 | Йозеф Біцан        | Нападник    | 1936       | 2  | 2 | 15 | 15 |
| 27 | Рудольф Вострак    | Півзахисник | 1927       | 2  | 0 | 2  | 0  |
| 28 | Вільгельм Людвіг   | Захисник    | 1936       | 2  | 0 | 3  | 0  |
| 29 | Карл Солдатич      | Півзахисник | 1932       | 2  | 0 | 2  | 0  |
| 30 | Рудольф Церер      | Нападник    | 1932       | 2  | 0 | 24 | 0  |
| 31 | Франц Радакович    | Півзахисник | 1937       | 1  | 0 | 3  | 0  |
| 32 | Людвіг Штрох       | Півзахисник | 1928       | 1  | 0 | 1  | 0  |

## Бомбардири
Всі футболісти, що забивали в складі «Адміри» в Кубку Мітропи в 1927—1940 роках.
| №    | Ім'я               | Позиція     | Роки виступів | В складі «Вієнни» |    |
| Голи | Матчі              |             |               |                   |    |
| ---- | ------------------ | ----------- | ------------- | ----------------- | -- |
| 1    | Карл Штойбер       | Нападник    | 1927—1937     | 7                 | 23 |
| -    | Адольф Фогль       | Нападник    | 1932—1937     | 7                 | 19 |
| 3    | Вільгельм Ганеманн | Нападник    | 1932—1937     | 6                 | 19 |
| -    | Антон Шалль        | Нападник    | 1928—1937     | 6                 | 13 |
| 5    | Карл Дурспект      | Нападник    | 1934—1935     | 4                 | 9  |
| -    | Франц Рунге        | Нападник    | 1927-1928     | 4                 | 6  |
| -    | Леопольд Фогль     | Нападник    | 1932—1937     | 4                 | 12 |
| 8    | Карл Гуменбергер   | Півзахисник | 1934-1936     | 3                 | 12 |
| -    | Ігнац Зігль        | Нападник    | 1927—1934     | 3                 | 13 |
| 10   | Йозеф Біцан        | Нападник    | 1936          | 2                 | 2  |
| -    | Франц Шиллінг      | Нападник    | 1937          | 2                 | 4  |
| 12   | Роберт Павлічек    | Захисник    | 1932—1936     | 1                 | 14 |

## Інша статистика
| № | Ім'я             | Роки      | Кількість матчів |
| - | ---------------- | --------- | ---------------- |
| 1 | Йоганн Сколаут   | 1927—1935 | 19               |
| 2 | Віктор Гірлендер | 1936—1937 | 6                |

| № | Ім'я             | Роки                 | Кількість матчів |
| - | ---------------- | -------------------- | ---------------- |
| 1 | Ігнац Зігль      | 1927—1934            | 13               |
| 2 | Адольф Фогль     | 1932—1934, 1936—1937 | 14               |
| 3 | Антон Янда       | 1935                 | 2                |
| 2 | Карл Гуменбергер | 1934                 | 1                |

| Дата       | Матч                        | Глядачі |
| ---------- | --------------------------- | ------- |
| 04.07.1937 | «Адміра» — «Дженоа» — 2:2   | 47 000  |
| 05.09.1934 | «Адміра» — «Хунгарія» — 3:2 | 45 000  |
| 25.06.1937 | «Спарта» — «Вієнна» — 2:2   | 25 000  |

| Ім'я               | Дата       | Матч                         | Хвилина |
| ------------------ | ---------- | ---------------------------- | ------- |
| Вільгельм Ганеманн | 23.06.1935 | «Хунгарія» — «Адміра» — 7:1  | 77      |
| Антон Янда         | 23.06.1935 | «Хунгарія» — «Адміра» — 7:1  | 90      |
| Леопольд Фогль     | 28.06.1936 | «Простейов» — «Адміра» — 2:3 | 41      |
| Йоганн Урбанек     | 28.06.1936 | «Простейов» — «Адміра» — 2:3 | 79      |
| Карл Гуменбергер   | 28.06.1936 | «Простейов» — «Адміра» — 2:3 | 80      |
| Карл Штойбер       | 28.06.1936 | «Простейов» — «Адміра» — 2:3 | 81      |
| Йозеф Біцан        | 28.06.1936 | «Простейов» — «Адміра» — 2:3 | 82      |

## Віце-чемпіони
| Склад команди у розіграші 1934 року Воротар: Петер Пляцер (9). Захисники: Антон Янда (6), Роберт Павлічек (9.1). Півзахисники: Йозеф Міршицка (9), Карл Гуменбергер (9), Йоганн Урбанек (9.2). Нападники: Адольф Фогль (9.7), Вільгельм Ганеманн (9.4), Карл Штойбер (9.3), Ігнац Зігль (7), Карл Дурспект (7.3), Леопольд Фогль (2), Антон Шалль (1.1), Леопольд Факко (1). Тренер: Йоганн Сколаут. |